# Abraham Fourdy
Abraham Fourdy, né vers 1560 à Orléans (?), où il est mort le 16 mars 1637, est un compositeur français.

## Biographie
Fils de Gentiane Labas, il fut, de 1588 à 1633, maître de musique de la collégiale Saint-Aignan d'Orléans.
En 1581, il était choriste de la cathédrale Sainte-Croix. Le 22 novembre 1587, grâce à son motet sur l'antienne Dum Aurora, pour chœur à 5 voix, construit en deux parties (selon une pratique de cette époque), il remporta la « harpe d'argent » au Puy de musique d’Évreux, un important concours annuel de composition musicale créé par Guillaume Costeley, auparavant organiste du roi.
En 1588, Fourdy est reçu chanoine semi-prébendé, sur la 32e stalle de l'église Saint-Aignan, signe qu’il est devenu le maître de musique de la collégiale. Le 27 février 1594, on le reçut chanoine de résidence, sur la 31e stalle. Il ne se retira qu’en 1633 (cette année-là, son successeur, Liphard Benoît, sera installé sur la stalle 30).
Le 7 mars 1637, les deux hommes signèrent un accord, au sujet de « tous et chascuns les Livres et pappiers de Musique manuscriptz ou aultres quelsconques [ajouté : « dud[it] art de musique »] qui sont en la possession d’icelluy Fourdi, sans en rien reserver, le tout à prendre et recepvoir par led[it] Benoist après le deces dud[it] Fourdi et non autrement ».
Abraham Fourdy mourut le 16 mars suivant. Actuellement, ses œuvres semblent malheureusement toutes perdues.
Il chantait (ténor) avec accompagnement de luth, car on trouve son nom (« Fourdy 1623 ») au côté de celui de « Hecquin 1623 », qui était un étudiant chanteur, baryton, originaire d'Arras : leurs deux noms sont inscrits sur un recueil de pièces pour chant et luth publié aux Pays-Bas en 1601 et conservé à la Médiathèque d'Orléans.